# Saluggia
Saluggia est une commune italienne de la province de Verceil dans la région Piémont en Italie.

## Transport
La commune est traversée par la ligne de Turin à Milan, la gare de Saluggia est desservie par des trains régionaux (R) Trenitalia. On y trouve également la halte voyageurs de Sant'Antonino-di-Saluggia

## Administration
| Période                                  | Période | Identité | Étiquette | Qualité |
| ---------------------------------------- | ------- | -------- | --------- | ------- |
|                                          |         |          |           |         |
| Les données manquantes sont à compléter. |         |          |           |         |

### Hameaux
Sant'Antonino di Saluggia

### Communes limitrophes
Cigliano, Crescentino, Lamporo, Livorno Ferraris, Rondissone, Torrazza Piemonte, Verolengo